# Gammel Kalvehave
Gammel Kalvehave is een plaats in de Deense regio Seeland, gemeente Vordingborg. De plaats telt 789 inwoners (2018).
Gammel Kalvehave ligt binnen de parochie Kalvehave (Deens: Kalvehave Sogn). Het woord gammel (Deens voor 'oud') wordt gebruikt ter onderscheid van het later ontstane plaatsje Kalvehave dat 1 kilometer oostelijker ligt. Gammel Kalvehave is het oorspronkelijke dorp, terwijl Kalvehave in later tijden is gegroeid rondom de veerhaven en het station.
Aan de oostkant van Gammel Kalvehave ligt de kerk van Kalvehave (Deens: Kalvehave Kirke). Deze kerk is rond 1225 gebouwd.